# شقوق تمساحية

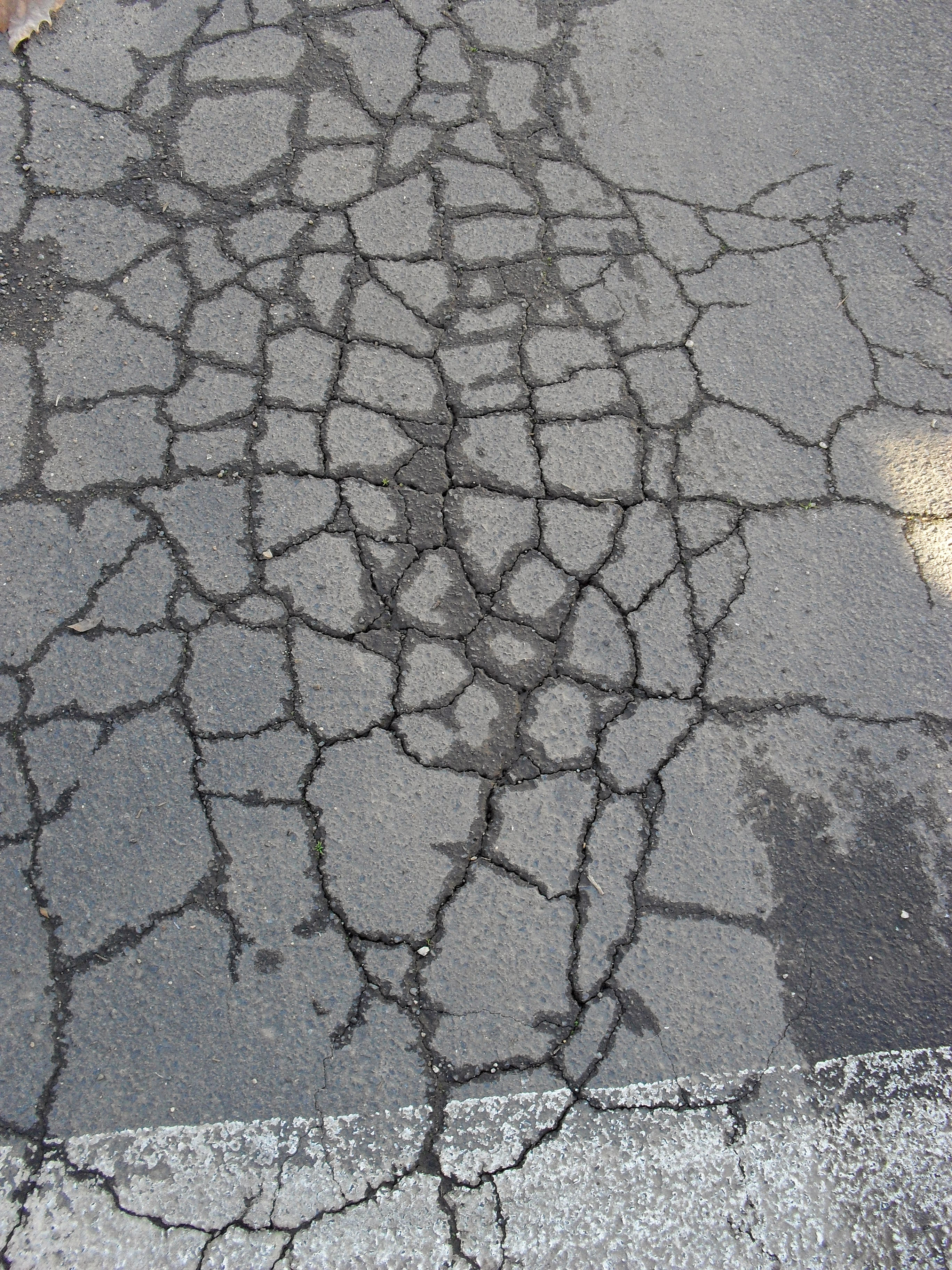
تشقق تمساحي في طبقة الإسفلت

شقوق تمساحية أو شقوق الكلل (بالإنجليزية: Crocodile cracking)‏ هي شقوق متداخلة ومتوالية بشكل يشبه جلد التمساح تحدث في سطح الطريق نتيجة انهيار طبقة الإسفلت، تبدأ هذه التشققات تحت طبقة الإسفلت ثم تمتد إلى السطح على شكل شقوق طولية ثم تتصل فيما بينها على شكل زوايا حادة. وإذا تركت بدون صيانة ينشأ عنها حفر في الطريق.

## أسباب النشوء
تحدث هذه التشققات نتيجة سبب أو أكثر ممايلي:
1. ضعف طبقات الأساس وتحت الأساس بسبب سوء المواد المستخدمة أو تقادمها عبر الزمن.
2. قلة سماكة طبقات الرصف.
3. سوء تصريف المياه في تربة المسار أو تحت الأساس.
4. زيادة الحمولات وحركة المرور.

تقسم حسب الشدة إلى ثلاث مستويات: خفيف - متوسط - شديد، تبدأ على شكل شقوق خفيفة وغير متقاطعة وتزداد كثافتها وعمقها بازدياد تأثير الأحمال المتكررة، ويتم قياس الشدة بحساب المساحة المتضررة بالمتر المربع.